# 오남두
오남두 (1944년 ~ )는 대한민국의 제 11대 제주특별자치도교육감이다.

## 경력
2004.2~2004.3
- 제11대 제주도교육청 교육감

1998~2002
- 제3대 제주도교육위원회 위원

- 태흥초등학교 교장

- 제주도교육청 장학사

## 학력
- 한국방송통신대학교

- 제주교육대학교

## 사건
2004년 1월 오남두가 교육감에 당선되고 조금 지난 즈음에 불법으로 선거운동을 했다는 의혹이 제기됐고 같은 해 3월 17일 교육감 직을 사퇴하고 오남두를 포함한 노상준, 허경운, 부희식 등 4명에게 재판이 치러졌다. 항소심에서 징역 1년 집행유예 2년을 선고받고 석방하였다.

## 저서
《21세기 성공으로 이끄는 자녀교육》 (1996)